# Cura annonae
Il problema della fornitura di grano per la città di Roma (in latino annona) fu sempre uno dei temi centrali della politica prima della repubblica e poi dell'Impero romano. A Roma decine di migliaia di contadini combattenti, che le guerre avevano privato della terra, furono in grado di vendere i propri voti in cambio di “pane e giochi circensi”.
Al tempo del proprio splendore Roma giunse ad importare 3,5 milioni di quintali di frumento, per l'epoca quantità astronomica. Si potrebbe sostenere che tutta l'organizzazione politica dell'Impero fu modulata sulla duplice esigenza di rifornire di frumento la capitale e le legioni di stanza ai confini (annona militaris). L'immensa quantità del frumento importato da Roma proveniva da una pluralità di province, Sicilia, Sardegna, province asiatiche e africane, ma il perno dell'approvvigionamento era costituito dall'Egitto, che soddisfaceva oltre metà del fabbisogno.
Il ruolo dell'Egitto per saziare la fame della plebe romana era tale che Augusto, che assoggettò l'Egitto al ruolo annonario del futuro, vietò ai senatori l'ingresso nella provincia, amministrata da un suo agente di rango equestre, il prefetto d'Egitto. L'importanza dell'Egitto come perno annonario si colorì anche di significati religiosi quando Costantino, per piegare il patriarca di Alessandria, Atanasio, il paladino del credo di Nicea, lo accusò, falsamente, di avere sollevato il popolo alessandrino per impedire il carico delle navi frumentarie attese a Costantinopoli, divenuta seconda capitale dell'Impero romano, come la prima popolata da una plebe oziosa che attendeva che il cibo giungesse, gratuitamente, dal mare.

## Storia

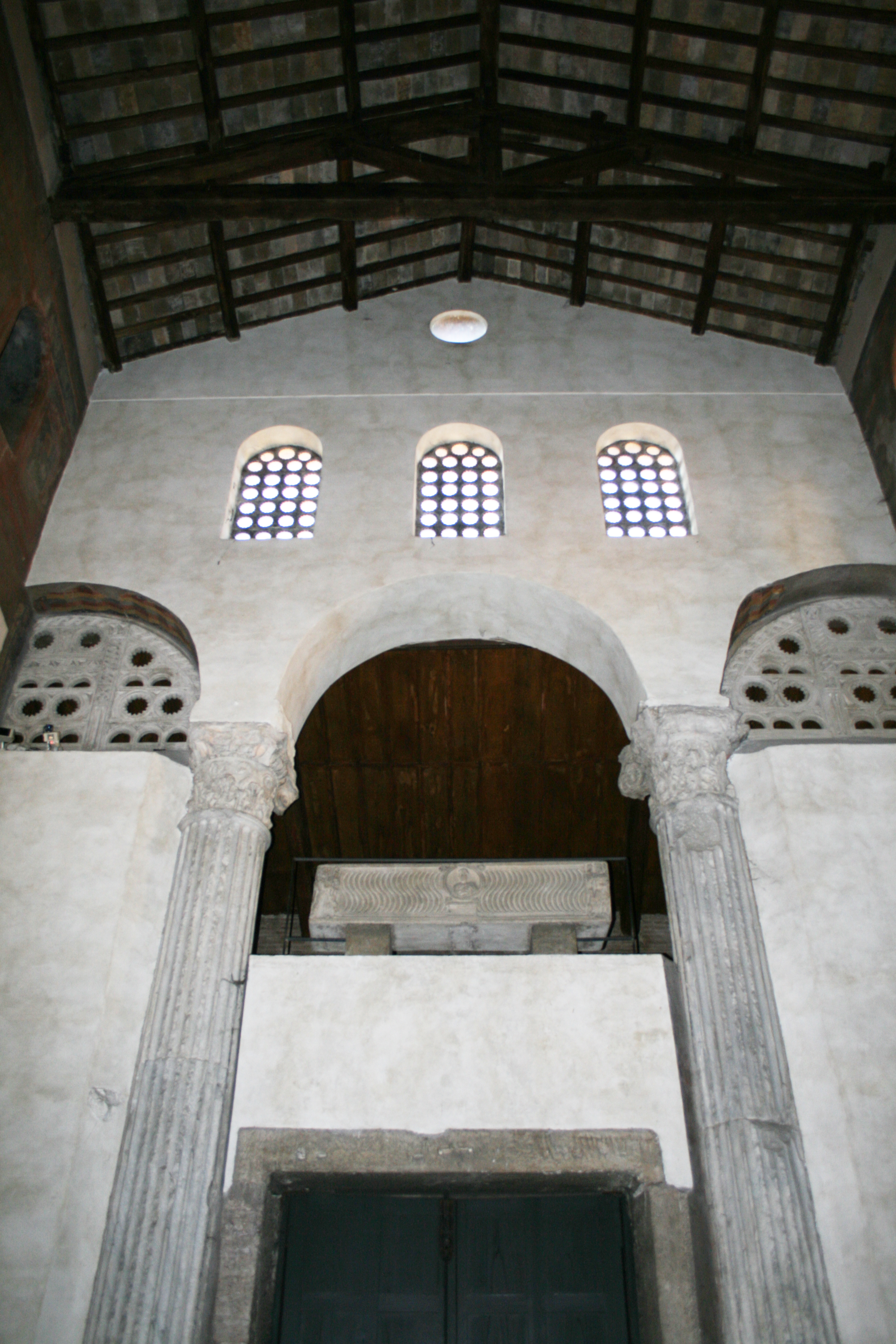
Le colonne della statio annonae fanno ora parte della chiesa di Santa Maria in Cosmedin, a Roma. Altra statio fu trovata nei pressi della Crypta Balbi.

Sotto il Principato, la posizione del praefectus annonae diventò permanente mentre una gamma di privilegi, compresi quelli di concessione della cittadinanza e dell'esenzione da determinate funzioni, furono estesi agli "armatori", che si erano arrogati il compito di assicurare il trasporto del grano in città.
Una grande parte del rifornimento della città era ottenuta attraverso il mercato libero; i prezzi nella città erano invariabilmente elevati ed i commercianti potevano così contare di realizzare un ricco profitto. C'era tuttavia anche il grano raccolto come imposta in natura da determinate province, da tenere in considerazione; parte di questo grano veniva distribuito ai funzionari ed ai soldati e parte di esso veniva venduta a prezzo di mercato anche se, per effetto delle leggi proposte da Gaio Sempronio Gracco (123 a.C.), una parte finì per essere venduta ad un prezzo agevolato ai cittadini. Le campagne contro i pirati di Pompeo e di Cesare erano state imposte dalla necessità di mantenere libero il rifornimento di grano dal mediterraneo orientale. Il tema delle Frumentationes divenne quello centrale della politica. Nel 58 a.C., Clodio compì delle distribuzioni gratuite; l'imperatore Augusto pensò di abolire queste distribuzioni gratuite (frumentationes), ma poi si limitò a diminuire il numero dei beneficiari e riservarle a 250.000 cittadini.
(Svetonio, Augustus, 42.)
Soprattutto sotto l'impero "panem et circenses" divenne il cardine della politica di imperatori, sempre più autocrati, per assicurarsi il favore del popolo romano.
In diverse occasioni la fornitura di grano dalle province, o il relativo blocco, fu utilizzato come strumento di potere:
- intorno al 439 a.C. Spurio Melio fece una distribuzione gratuita di grano e fu per questo accusato di voler prendere il potere. Fu per questo assassinato da Servilio Ahala.
- tra il 42 ed il 36 a.C. il controllo di Sesto Pompeo sulla Sicilia e i suoi rifornimenti di grano misero in difficoltà Augusto, come ci racconta Svetonio:

(Svetonio, Augustus, 16.)
- nel 68 Lucio Clodio Macro interruppe la fornitura per contrastare Nerone
- nel 262 Mussio Emiliano e Memor, usurpatori in Egitto, bloccarono la fornitura per indebolire l'imperatore Gallieno
- nel 273 Firmo, usurpatore in Egitto, bloccò la fornitura contro l'imperatore Aureliano
- nel 409 Eracliano, governatore d'Africa, bloccò il rifornimento per indebolire l'usurpatore Prisco Attalo
- nel 412 Eracliano utilizzò lo stesso espediente in occasione della propria usurpazione contro Flavio Onorio
- nel 423 Bonifacio, comes d'Africa, bloccò il rifornimento per danneggiare Giovanni Primicerio, usurpatore a Roma

## Utilizzo politico
Una megalopoli come Roma antica non riuscì mai ad essere alimentata dalla propria campagna anche perché in buona parte non destinata a produrre generi di prima necessità, ma frutta e verdura, quando non era occupata dalle ville e dai giardini dell'aristocrazia. Il grano presentava rispetto agli altri alimenti diversi vantaggi. Era più facilmente conservabile ed era trasportabile, perché occupava, a parità di potere nutritivo, poco spazio. Aveva anche un areale molto vasto, con la possibilità quindi di creare le condizioni geopolitiche per l'accumulazione di eccedenze alimentari.
La città dipese per il rifornimenti di cereali da altre zone d'Italia, specialmente la Campania, e poi anche da altre aree dell'impero come le province della Sicilia, dell'Africa (attuale Tunisia) e dell'Egitto, con il suo grande porto d'imbarco di Alessandria.
Queste regioni avevano la possibilità di assicurare i quantitativi di grano necessari alla popolazione della Capitale (secondo alcune fonti 60 milioni di moggi) ed è per ciò che le vie di comunicazione con il porto di Ostia e la libera navigazione dalle zone che presentavano eccedenza di produzione di grano ebbero grande importanza strategica.
Chiunque si trovò in posizione di controllo rispetto al rifornimento del grano ebbe un ruolo essenziale per la città di Roma. Nell'anno dei quattro imperatori Vespasiano, che controllava l'Egitto ed i suoi rifornimenti granari, riuscì anche per questo a prevalere sugli altri contendenti.
L'importanza politica di mantenere la "quiete urbana" della popolazione comportò che i magistrati romani e successivamente gli imperatori devolsero ingenti risorse e grande attenzione all'approvvigionamento di generi alimentari; ai tempi della tarda repubblica, se bisogna prestare fede al racconto di Tito Livio, il senato romano designava un edile con funzione di praefectus annonae, che curava le distribuzioni di grano alla popolazione.
| Congiaria e annona | Congiaria e annona | Congiaria e annona | Congiaria e annona | Congiaria e annona | Congiaria e annona                 | Congiaria e annona              |
| Immagine           | Valore             | Dritto | Rovescio | Datazione          | Peso; diametro                     | Catalogazione                   |
| ------------------ | ------------------ | --- | --- | ------------------ | ---------------------------------- | ------------------------------- |
|                    | sesterzio          | IMP NERO CAESAR AVG PONT MAX TR P P P, testa laureata di Nerone verso sinistra; sul collo la scritta X ed una barra più sotto (probabilmente contromarcata durante la guerra civile nel 68 dalla legio X Gemina, di stanza a Carnuntum); | ANNONA AUGUSTI CERES, l'Annona in piedi verso destra tiene una cornucopia, di fronte Cerere seduta sulla destra, tiene del grano ed una torcia; un modio sull'altare con una ghirlanda tra di loro; sullo sfondo la poppa di una nave.                                          | 66                 | 27.02 gr, 7 h (zecca di Lugdunum); | RIC Nero, I 494.                |
|                    | Æ Sesterzio        | IMP CAES NERVAE Traiano AUG GER DAC P M TR P COS V P P, testa laureata a destra con drappeggo su spalla. | S P Q R OPTIMO PRINCIPI, l'Abundantia (o l'Annona) in piedi verso destra, pone la sua mano su un bambino alla sua destra mentre presenta un altro bambino a Traiano, seduto verso sinistra su una sedia curule, tiene uno scettro; ai lati la scritta S C, ALIM ITAL in esergo. | 103                | 30 mm, 26,86 g, 6 h zecca di Roma  | RIC Traianus, II 461; Banti 12. |